# Andorinhão-de-vaux
Andorinhão-de-vaux ou andorinhão-pardo (Chaetura vauxi) é uma espécie de ave pertencente à família dos apodídeos. Ocorre na América do Norte e norte da América do Sul. Foi nomeado em homenagem ao cientista norte-americano William Sansom Vaux.